# Poljot–1
A Poljot–1 (oroszul: Полёт–1, magyar jelentése: repülés) az első manőverezésre képes szovjet műholdtípus első példánya, melyet az 1960-as évek elején műholdelhárító rendszer elfogó vadászműholdjaihoz szolgáló rendszerek tesztjeihez készítettek.

## Küldetés
Az ellenséges műholdak elfogására szolgáló vadászműholdak, a későbbi ISZ típus rendszereinek (hajtómű, vezérlőrendszer) tesztelésére épített műhold. Annak érdekében, hogy megközelíthesse az elfogandó műholdat, hajtóművével képes volt pályája jelentős módosítására. A Vlagyimir Cselomej irányítása alatt álló Gépgyártási Tudományos Termelési Egyesülés (NPO Masinosztrojenyija) fejlesztette ki és építette meg. A műholdtípus második példányát Poljot–2 jelzéssel 1964 áprilisában indították.
Speciális irányító- és vezérlőrendszerekkel, többször indítható hajtóművekkel szerelték fel pályamagasság- és pályasík-módosítás végrehajtására.

## Jellemzői
1963. november 1-jén Vosztok  hordozórakétával juttatták alacsony Föld körüli pályára.
A műhold kezdeti pályája 94 perces, 58,9 fokos hajlásszögű, elliptikus pálya-perigeuma 242 km, apogeuma 485 km volt.
Az orbitális egység többször módosított pályája 102,5 perces, 58,06 fokos hajlásszögű elliptikus pálya, perigeuma 343 km, apogeuma 1437 km volt. Fedélzetén tudományos műszereket, telemetriai rendszert és rádióadót is elhelyeztek. Tömege 1400 kg. Szolgálati ideje ismeretlen.